# چاه سالم
چاه سالم، روستایی از توابع بخش مرکزی شهرستان امیدیه در استان خوزستان ایران است.

## جمعیت
این روستا در دهستان چاه سالم قرار دارد و براساس سرشماری مرکز آمار ایران در سال ۱۳۸۵، جمعیت آن ۲٬۴۰۶ نفر (۴۵۴خانوار) بوده‌است.